# Dario Colombi
Dario Colombi (Albino, 3 giugno 1929 – Sion, 12 maggio 2010) è stato un bobbista italiano.

## Biografia
Laureato al Politecnico di Milano, praticò il rugby; comprò un vecchio bob senza carenatura realizzato prima della seconda guerra mondiale e fece le prime discese. Per migliorare l'aderenza durante la spinta, legò sotto le scarpe due spazzole da bucato in crine, riuscendo così a vincere i Campionati italiani di bob del 1953.
Partecipò con la Nazionale di bob dell'Italia ai Giochi olimpici invernali di Oslo 1952 nella gara a quattro insieme a Dario Poggi, Alberto Della Beffa e Sandro Rasini, arrivando 10º con il tempo totale di 5'19"62; anche nel bob a due giunse al 10º posto, in coppia con Alberto Della Beffa.
Morì in Svizzera all'età di 90 anni, lasciando la moglie Francine e i due figli Cristina e Matteo.